# 阿蘇市立一の宮中学校
阿蘇市立一の宮中学校（あそしりつ いちのみやちゅうがっこう）は、熊本県阿蘇市にある公立中学校。略称は「一中（いっちゅう）」。

## 沿革
- 1947年 4月 - 組合立宮地中学校として開校
- 1950年 11月 - 分散校舎を集約。
- 1952年 11月 - 校旗・校歌制定
- 1954年 4月1日 - 一の宮町発足により、一の宮町立一の宮中学校に改称。
- 1967年 5月 - センター方式による学校給食開始。
- 1968年 5月 - 寄宿舎開設。
- 1972年 - 春牧中学校廃校に伴い、生徒受入
- 1975年 11月 - 現校舎落成
- 1983年 1月 - 男子の制服を紺色に改定。
- 2005年 2月11日 - 阿蘇郡一の宮町の町村合併・市制施行に伴い、阿蘇市立一の宮中学校に改称。

## 通学区域
以下の小学校区
- 阿蘇市立一の宮小学校

## 校歌
1952年11月に制定され、作詞は山口白陽、作曲は久保田つとむが担当した。なお、山口は熊本県の小中学校の校歌を多く手がけており、上記の坂梨小と古城小の校歌も作詞もしている。歌詞では阿蘇山や近くにある阿蘇神社のことなどが歌われている。

## 部活動
体育系
野球、ソフトボール、陸上、バレーボール、剣道、ソフトテニス、バスケットボール、卓球
文化系
美術、吹奏楽

## 主な出身者

### スポーツ
- 山部伸敏 - 柔道家
- 木村勝範 - 柔道家
- 内柴正人 - 柔道家
- 高橋和彦 - 柔道家
- 阿蘇品照美 - 女子陸上競技選手
- 花田有衣 - 女子バスケットボール選手
- 前田優香 - 女子バスケットボール選手

### 芸能
- 甲斐まり恵 - 女優

## アクセス
- JR九州豊肥本線 宮地駅から北へ1.5km
- 産交バス 一の宮中学校にて下車
- 熊本県道11号別府一の宮線沿い